# WebM
是一个由Google资助的專案，目標是构建一个开放的、免版權費用的视频文件格式。该视频文件格式应能提供高品質的视频压缩以配合HTML5使用。
WebM项目是一个使用BSD许可证的开源项目。它采用了On2 Technologies开发的VP8及其后续版本VP9视频编解码器和Xiph.Org基金会开发的Vorbis、Opus音频编解码器，使用的封装格式则以Matroska格式為基礎。
Apple公司在macOS Big Sur 11.3的Safari中，加入了对Google WebM影片编解码器的支持。

## 支援
WebM项目是在2010年的Google I/O会议上发布的，之中宣布將會支援WebM的網頁瀏覽器有Mozilla Firefox、Opera和Google Chrome。另外微軟也宣布，只要在本地安装了VP8编解码器，Internet Explorer 9也能支援WebM文件格式。2015年9月，微软宣布Windows 10自带的Edge将支持WebM。2021 年，苹果发布了适用于macOS的Safari 14.1，为浏览器添加了原生WebM支持。 其后，苹果在iOS 15的Safari 15中加入了WebM支持。
VLC、Miro和Moovida等播放器也已宣布會支援。另外，Adobe已宣布Adobe Flash Player将在未来支援VP8，但還沒有宣布會支援Vorbis或WebM。
Android从其2.3版本开始支持WebM格式。羅技計畫使用WebM做為其視訊通信服務的一部分。
AMD、ARM和博通等硬體製造商宣布他們有興趣支援WebM的硬體加速。Intel也考慮，若WebM能得到大眾接受的話，會在其電視晶片上支援WebM的硬體加速。高通公司和德州儀器也宣布會支援。